# SN 1970C
SN 1970C – niepotwierdzona supernowa odkryta 10 marca 1970 roku w galaktyce MCG -01-33-68. W momencie odkrycia miała maksymalną jasność 16,00m.